# Nervio ciático
El nervio ciático, también conocido como nervio isquiático, es el nervio más voluminoso y largo del ser humano y otros mamíferos. Rama terminal del plexo sacro, es un nervio mixto que nace de las raíces de L4, L5, S1, S2 y S3. Comienza en la pelvis y sale de ella a través del foramen ciático mayor hacia la región glútea, bajo el músculo piriforme, sigue verticalmente a lo largo de la cara posterior del muslo donde termina bifurcándose en el nervio tibial y el nervio peroneo común. Fuera de la acción que pueda tener por sus ramos terminales, destinados a la pierna y al pie, el ciático es un nervio esencialmente motor, que asegura la flexión de la pierna sobre el muslo.

## Constitución y trayecto

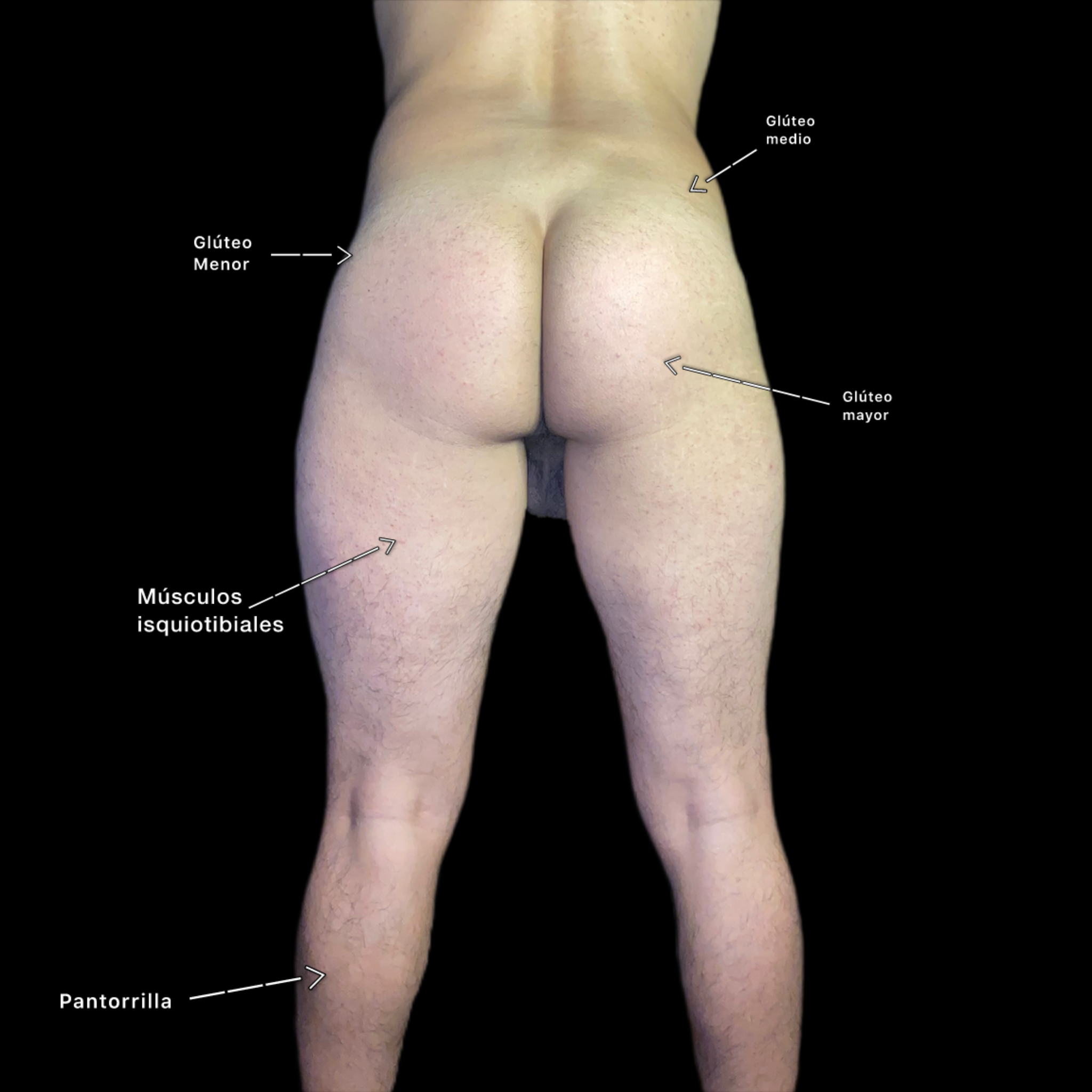
Musculatura inferior que recubre al nervio ciático

Nace del cuarto y quinto nervios del plexo lumbar a través del tronco lumbosacro, del primero sacro, y de una parte del segundo y tercero sacros. La convergencia de estas raíces en un solo tronco se efectúa en la escotadura ciática mayor, en el borde inferior del músculo piramidal y por detrás del borde posterior del obturador interno, por debajo de la espina ciática.
Luego de su origen, el nervio sale de la pelvis por la parte inferior de la escotadura ciática mayor, por donde penetra en la nalga. Inclinándose entonces de arriba abajo y de medial a lateral, desciende verticalmente por un profundo canal que le forman el isquion medialmente y el trocánter mayor lateralmente, detrás de los músculos pelvitrocantéricos. A su salida de este canal penetra debajo de la porción larga del bíceps femoral y corre enseguida a lo largo de la cara posterior del muslo hasta el vértice de la fosa poplítea, en donde termina bifurcándose.

## Relaciones
En el foramen ciático mayor, ocupa la parte lateral del espacio infrapiriforme. Es lateral a los vasos pudendos internos y glúteos inferiores y a los nervios pudendos, al obturador interno y anal. El cutáneo femoral posterior está situado por detrás de él.
En la región glútea, desciende en un tejido celuloadiposo que separa al glúteo mayor detrás del plano de los gemelos, del obturador interno y del cuadrado femoral adelante, los que los separan arriba de la cara posterior de la articulación de la cadera. Recibe aquí una rama de la arteria glútea inferior: la arteria del nervio ciático fina y larga. Esta arteria y el nervio cutáneo femoral posterior están situados por detrás de él y describen un trayecto paralelo.
En la parte posterior del muslo, se aplica sobre la cara posterior del aductor mayor, después sobre la porción corta del bíceps femoral. El nervio cutáneo femoral posterior lo abandona para descubrir un trayecto más superficial. En la parte superior del muslo, el ciático es lateral al tendón de la cabeza larga del bíceps y cubierto por las fibras inferiores del glúteo mayor y más abajo de la cabeza larga del bíceps lo cruza de medial a lateral. El nervio se sitúa en el intersticio formado por el bíceps, lateralmente, y el semimembranoso, medialmente. El bíceps cubre el trayecto del nervio hasta su inserción en la cabeza del peroné. En todo este trayecto queda en relación con la arteria del nervio ciático y las anastomosis de las ramas perforantes de la arteria femoral profunda, acompañadas por las anastomosis venosas correspondientes.

## Ramos colaterales
El nervio ciático suministra siete ramos colaterales destinados a los músculos de la región posterior del muslo y a la articulación de la rodilla. Estos ramos colaterales son el nervio superior del músculo semitendinoso, el nervio de la cabeza larga del músculo bíceps femoral, el nervio inferior del músculo semitendinoso, el nervio del músculo semimembranoso, el nervio del músculo aductor mayor, el nervio de la cabeza corta del músculo bíceps femoral y el ramo articular de la rodilla. Excepto los dos últimos, estos ramos nacen generalmente en la parte superior del muslo, bien de forma aislada bien por medio de uno o dos troncos comunes:
1. El nervio superior del músculo semitendinoso penetra en el tendón común de los músculos bíceps femoral y semitendinoso e inerva al músculo semitendinoso superiormente a la intersección tendinosa.
2. El nervio de la cabeza larga del músculo bíceps femoral es oblicuo inferior y lateralmente, y penetra en el músculo por la porción media de su cara anterior.
3. El nervio inferior del músculo semitendinoso penetra en la porción media del músculo.
4. El nervio del músculo semimembranoso comprende uno o dos ramos que abordan el músculo por su cara lateral.
5. El nervio del músculo aductor mayor nace bien del nervio ciático bien del nervio del músculo semimembranoso, y se distribuye por la porción medial del músculo aductor mayor.
6. El nervio de la cabeza corta del músculo bíceps femoral se separa del nervio ciático a la altura de la porción media del muslo y se distribuye en la parte media del músculo.
7. El ramo articular de la rodilla nace de la cara anterior del nervio ciático o del nervio de la cabeza corta del músculo bíceps femoral. Termina en la porción lateral de la articulación de la rodilla.
Es un nervio mixto del que emanan ramos musculares, principalmente, aunque también ramos articulares.

### Musculares
- nervio del bíceps femoral;
- nervio del semitendinoso;
- nervio del semimembranoso;
- nervio del aductor mayor.

### Articulares
- superior, para la articulación de la cadera;
- inferior, para la articulación de la rodilla.

## Imágenes adicionales

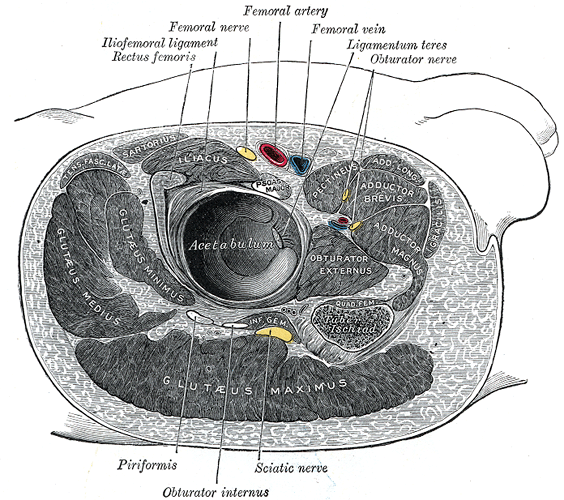
Corte del miembro inferior a la altura de la cadera, donde se observa más grande, en amarillo y posterior al nervio isquiático.
Plano de los plexos sacro y pudendo.
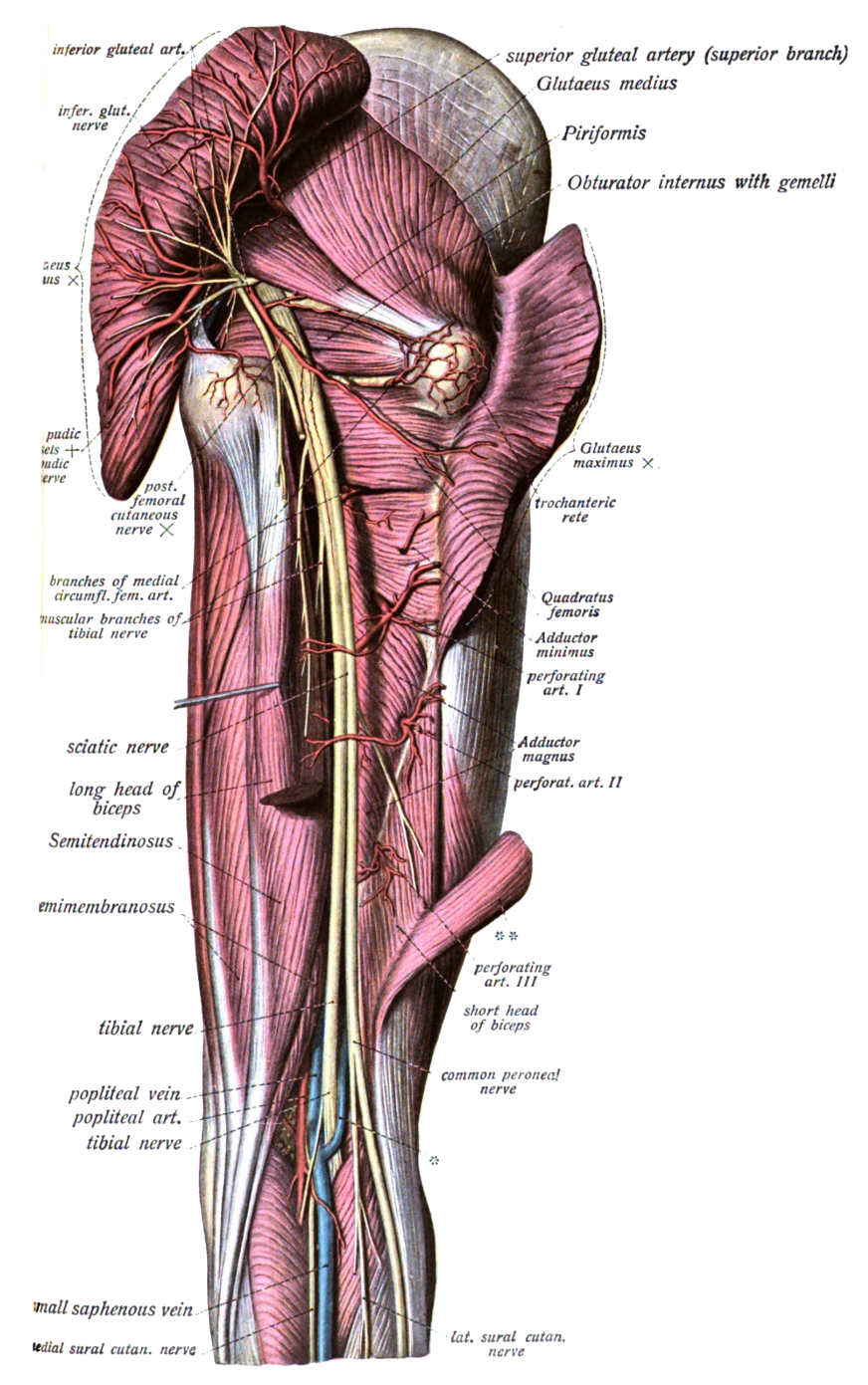
Vista de la región glútea a la poplítea. Muestra el trayecto y las ramas del nervio ciático.